# 738 هـ
738 هـ هي سنة في التقويم الهجري امتدت مقابلةً في التقويم الميلادي بين سنتي 1337 و1338.

## وفيات
- أوحدي المراغي